# Hypsicera lita
Hypsicera lita là một loài tò vò trong họ Ichneumonidae.